# Gypsophilinae
Gypsophilinae je podtribus iz porodice klinčićevki dio tribusa Caryophylleae. Sastoj ise od tri roda, tipični je sadarka (Gypsophila ) sa 151 vrstom jednogodišnjeg raslinja i trajnica iz umjerene Euroazije.

## Rodovi i broj vrsta
1. Psammosilene W. C. Wu & C. Y. Wu (1 sp.)
2. Ankyropetalum Fenzl (4 spp.)
3. Gypsophila L. (151 spp.)